# Samsung Galaxy S24
Les Samsung Galaxy S24, Samsung Galaxy S24+, Samsung Galaxy S24 Ultra, et Samsung Galaxy S24 FE sont des smartphones de type phablette fonctionnant sous Android, fabriqué et vendus par Samsung Electronics en 2024, modèles de la 15e génération de la série haut de gamme des Galaxy S.
Ces smartphones succèdent aux Samsung Galaxy S23. Les Samsung Galaxy S24, S24+ et S24 Ultra ont été dévoilés le 17 janvier 2024,.

## Caractéristiques

### Écran
Contrairement au modèle précédent, le Galaxy S24 Ultra abandonne l'écran incurvé. Samsung abandonne ainsi ce type d'écran, onze ans après le lancement du Samsung Galaxy Round, qui a introduit cette innovation.
Le design des deux autres modèles, reprennent le design des modèles précédents,, également non incurvés.

### Intelligence artificielle
La série des Samsung Galaxy S24 se distingue par l’intégration de l’intelligence artificielle (IA) dans de nombreuses fonctions, grâce au processeur Snapdragon 8 Gen 3[réf. nécessaire] et à la nouvelle plateforme Galaxy AI, basé sur Google Gemini, déployée à partir de mars 2025. L’IA permet notamment de traduire des appels téléphoniques, de retoucher des photos, ou encore d’adapter la fréquence de rafraîchissement de l’écran.

### Processeurs
Les Samsung Galaxy S24 et Samsung Galaxy S24+ recevront le processeur maison Exynos 2400 tandis que le Samsung Galaxy S24 Ultra recevront le Qualcomm Snapdragon 8 Gen 3, un des processeurs les plus performants de la génération.

### Caméras
Le Galaxy S24 Ultra est limité à un zoom maximal de 5x, alors que son prédécesseur était équipé d'un zoom de 10x.

## Galaxy S24 FE
Version allégée, le Galaxy S24 FE est annoncé le 26 septembre 2024. Son annonce ayant eu lieu peu avant la sortie d'Android 15, il ne bénéficie donc pas d'une mise jour majeure supplémentaire par rapport au S24 de base.
Contrairement au modèle précédent, plus petit, celui-ci a la même diagonale que le S24+ et est même plus grand en terme de gabarit. Par ailleurs, comme le modèle de base, le dos et le verre de couverture sont faits d'un Gorilla Glass Victus+, tandis que le châssis est en aluminium, alors que le modèle de base est en aluminium renforcé, et a des bordures plus fines, contrairement au S24 FE.
Situé en bas de l'écran, le capteur d'empreintes digitales à ultrasons du S24 est remplacé par un capteur optique sur le S24 FE.

## Fin de commercialisation
Les Samsung Galaxy S24, S24+ et S24 Ultra sont retirés de la vente peu après le lancement du Samsung Galaxy S25 en janvier 2025, en commençant par le S24 Ultra puis le S14+,.

## Galerie

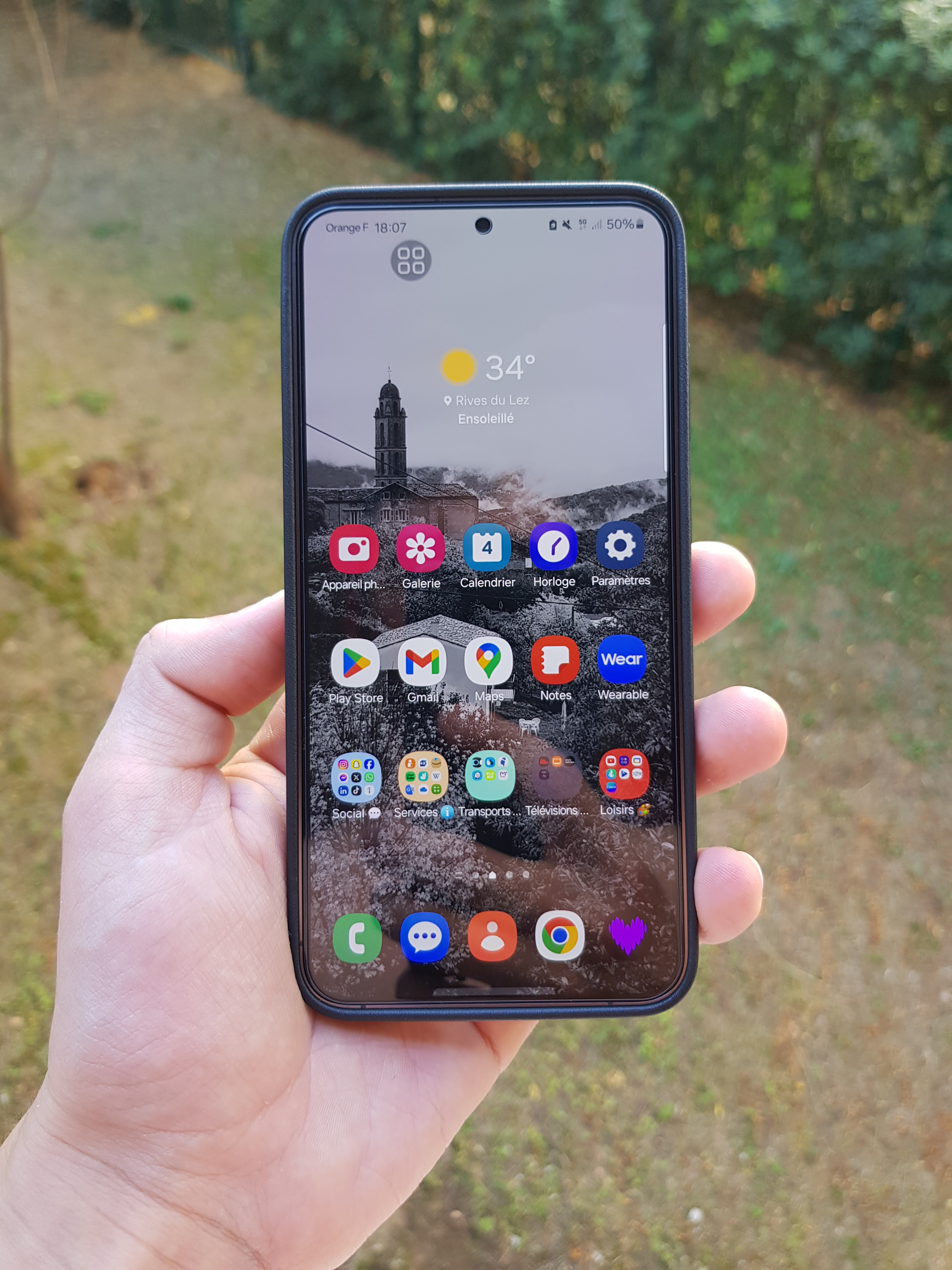
Le Samsung Galaxy S24+ accompagné de sa coque en cuir vegan noir Samsung.
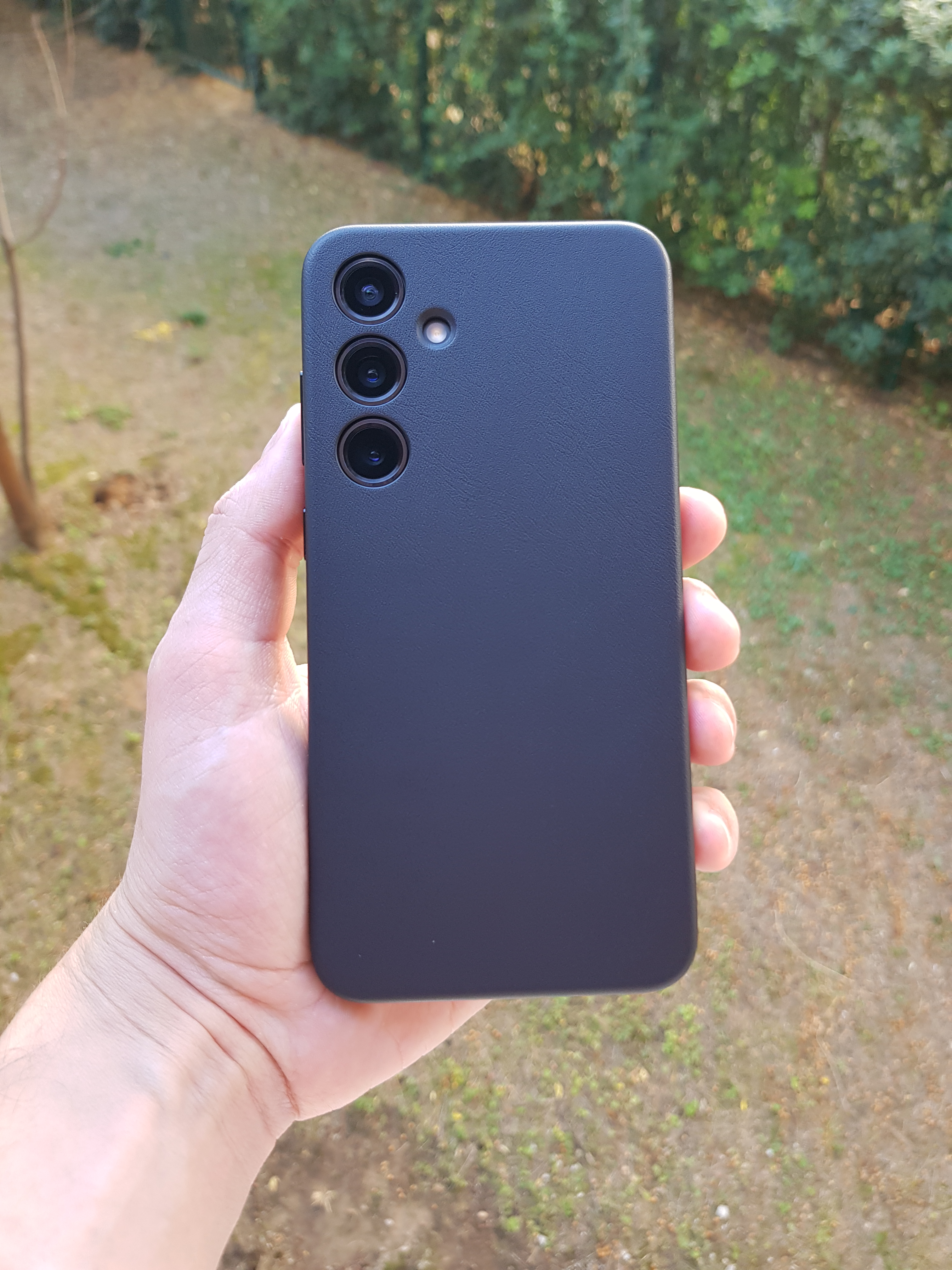
Le Samsung Galaxy S24+ accompagné de sa coque en cuir vegan noir Samsung (verso).
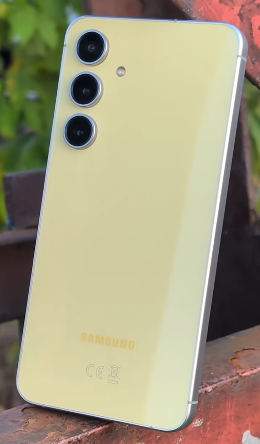
Samsung Galaxy S24 FE (verso)